# 콘스탄티노 우르비에타 소사
콘스탄티노 우르비에타 소사(스페인어: Constantino Urbieta Sosa, 1907년 8월 12일 ~ 1983년 12월 12일)는 파라과이계 아르헨티나인 축구 선수이다.
소사는 그의 첫 클럽만 파라과이에서 활약하였고 이후로는 아르헨티나로 옮겨서 선수 생활을 하였다.
또한 소사는 파라과이 축구 국가대표팀으로 2경기를 출장했으며, 아르헨티나 축구 국가대표팀으로도 1경기를 출장하였는데 1934년 FIFA 월드컵에 출장한 것이 그의 유일한 아르헨티나 대표팀 출장 기록이다.